# Strandcinklod
Strandcinklod (Cinclodes nigrofumosus) är en fågel i familjen ugnsfåglar inom ordningen tättingar.

## Utbredning och systematik
Fågeln förekommer utmed klipprik kust i Chile (södra Provincia de Arica till Provincia de Valdivia). Den behandlas som monotypisk, det vill säga att den inte delas in i några underarter.

## Status
IUCN kategoriserar arten som livskraftig.